# Меринген
Меринген (нем. Mehringen) — посёлок в Германии, районный центр, расположен в земле Саксония-Анхальт. 
Входит в состав района Ашерслебен-Штасфурт. Подчиняется управлению Ашерслебен/Ланд. Население 1115 чел. Занимает площадь 11,73 км².

## Персоналии
- Альфельд, Иоганн Фридрих — немецкий проповедник и педагог.